# Colt New Service
La Colt New Service è una rivoltella a doppia azione di produzione statunitense.
Quest'arma fu prodotta dalla Colt ininterrottamente dal 1898 al 1944, in vari calibri. Fu prodotta in varie lunghezze di canna: 4.5", 5.5" e 7.5" con bruniture di tipo blue o con placcatura in nickel.
Alcuni modelli dell'ultima produzione furono prodotti con lunghezze di canna in  4", 5" e 6".

## Calibri
- .38 Long Colt
- .38 Special
- .38-40
- .357 Magnum
- .44-40
- .44 Special
- .45 Colt
- .45 ACP
- .455 Eley

## Storia
Fu adottata 2 volte dall'esercito degli Stati Uniti: 
- Una prima volta nel 1909, in calibro .45 Long Colt in sostituzione delle insufficienti .38 DA che avevano costretto la reintroduzione delle vecchie .45 LC S.A.A. durante la guerra nelle Filippine (la cartuccia calibro 38 era insufficiente ad abbattere i Juramentados filippini che spesso arrivavano comunque alle trincee americane nonostante i colpi ricevuti.)
- La seconda volta fu adottata nel 1917, in calibro .45 ACP, da affiancare alla 1911 che non era prodotta in numero sufficiente di pezzi per equipaggiare l'American Expeditionary Forces diretta in Francia per partecipare alla prima guerra mondiale. Essendo la cartuccia di tipo rimless, per fermare il bossolo nel tamburo vennero studiate due soluzioni:

1. due semilune da sovrapporre al tamburo prima della chiusura, che catturavano il bossolo nella sua scanalatura
2. una precisa fresatura all'interno della camera del tamburo, che intercettava l'orlo d'ottone del bossolo.

## La Colt New Service nella cultura di massa
- In ambito videoludico, la New Service compare nei videogiochi Fallout: New Vegas (dove viene denominata Police Pistol nella DLC con cui viene scaricata)[1]